# 중앙아프리카 축구 연맹

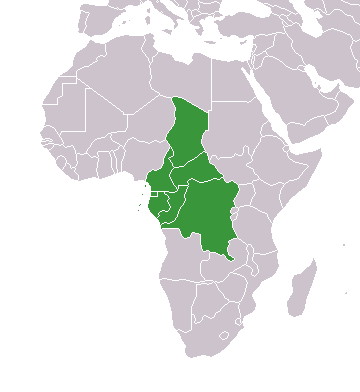

중앙아프리카 축구 연합(영어: Central African Football Federations' Union, 프랑스어: Union des Fédérations de Football d'Afrique Centrale)은 중앙아프리카 지역의 축구 국가대표팀 연합이다.

## 소속팀
- 가봉
- 상투메 프린시페
- 적도 기니
- 중앙아프리카 공화국
- 차드
- 카메룬
- 콩고 공화국
- 콩고 민주 공화국

## 같이 보기
- 북아프리카 축구 연맹
- 동·중앙아프리카 축구 협의회
- 남아프리카 축구 협의회
- 서아프리카 축구 연맹
- 아프리카 축구 연맹